# جکسونویل (تگزاس)
جکسونویل، تگزاس(به انگلیسی: Jacksonville, Texas) شهری در ایالت تگزاس از ایالات جنوبی ایالات متحده آمریکا است. در سرشماری سال ۲۰۰۰، جمعیت این شهر ۱۵۸۶۸ نفر اعلام شد.